# Erich Dinges

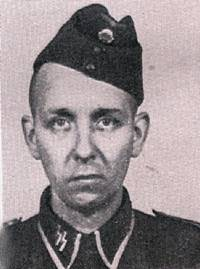
Erich Adam Oskar Dinges

Erich Adam Oskar Dinges (* 20. November 1911 in Frankfurt am Main; † 23. April 1953) war ein SS-Sturmmann und Mitglied der Fahrbereitschaft im KZ Auschwitz. 

## Leben
Erich Dinges war Fahrschullehrer und trat zum 1. März 1932 der NSDAP bei (Mitgliedsnummer 989.430). Im März 1933 folgte sein Eintritt in die motorisierte SS (SS-Nummer 33.017). Als leidenschaftlicher Motorrad-Rennfahrer sah er so die Chance weiterhin an Rennen teilnehmen zu können.
Am 21. April 1941 wurde er zum SS-Sturmmann befördert. Er war vom 30. Mai bis November 1941 sowie vom Juli 1942 bis November 1944 Fahrer in Auschwitz.
Nach Kriegsende wurde Dinges im Krakauer Auschwitzprozess angeklagt und am 22. Dezember 1947 wegen der in Auschwitz begangenen Verbrechen zu 5 Jahren Haftstrafe verurteilt. Nach seiner Haftentlassung verstarb er unter unbekannten Umständen.